# 모하마드 모크베르
모하마드 모크베르(Mohammad Mokhber, 1955년 9월 1일 ~ )는 2024년 5월 19일 바르자칸 헬리콥터 추락 사고로 에브라힘 라이시 대통령이 사망한 이후 이란의 대통령 권한대행을 수행 했던 이란의 정치인이다. 대통령 대행 역할을 맡은 모크베르는 이란의 제 1 부통령 자리에있었다. 그는 현재 편의 식별 위원회의 회원이기도 하다. 그는 또한 이맘 호메이니의 명령 위원회(EIKO) 집행 위원장, 시나 은행 이사회 의장, 후제스탄주 부총재를 역임했다.
전직 제1부통령이자 이란 최고 지도자의 승인을 받아 모크베르는 전임자가 사망하자 이란 헌법에 따라 임시 이란 대통령 대행으로서 "대통령의 권한과 기능"을 맡았다. 그런 다음 임시 대통령 위원회(대통령 권한대행, 하원의장, 사법부 수장으로 구성)를 구성해야 하며, 이 위원회는 50일 이내에 새로운 선거를 조직해야 한다.